# Lobelia fenestralis
La cola de zorro o Lobelia fenestralis es una especie de hierba  perteneciente a la familia Campanulaceae.  

## Descripción
Es una planta herbácea con tallos erectos. Las hojas son alargadas y están unidas directamente al tallo. Las flores son de color azul y/o morado, muy pequeñas, crecen en grupos formando racimos, y están formadas por dos labios más o menos de igual tamaño. El fruto es una cápsula que contiene semillas pequeñas de color café, lisas y lustrosas, en forma de elipse.

## Distribución y hábitat
Originaria de México. Habita en climas semisecos y templados entre los 2000 y los 2400 metros, donde crece en terrenos de cultivo de temporada y anual, o asociada a matorral xerófilo.

## Propiedades
En Michoacán, se aprovecha una infusión con las flores y hojas como enjuague bucal para aliviar el dolor de muelas, o aplicada a manera de fomentos se indica en dolores musculares. En Guanajuato se le ocupa como antidermatítico.
Historia
En el siglo XVI, Francisco Hernández señala: "tomado o untado cura las fiebres intermitentes, mata las lombrices del vientre y purga extraordinariamente la bilis; mezclada con otras plantas se usa para detener los flujos mensuales excesivos o los de vientre".

## Taxonomía
Lobelia fenestralis fue descrita por Antonio José de Cavanilles y publicado en Icones et Descriptiones Plantarum 6: 8, pl. 512, f. 1. 1801.
Etimología
Lobelia: nombre genérico que fue nombrado en honor del botánico belga Matthias de Lobel (1538-1616).
fenestralis: epíteto latino que significa "como una ventana".
Sinonimia
- Dortmannia fenestralis (Cav.) Kuntze
- Lobelia crispa Graham
- Lobelia fenestralis var. pectinata (Engelm.) E.Wimm.
- Lobelia pectinata Engelm.
- Lobelia spicata Moç.
- Lobelia spicata Ruiz & Pav. ex G.Don
- Lobelia stricta M.Martens & Galeotti
- Rapuntium fenestrale (Cav.) C.Presl
- Rapuntium spicatum C.Presl[5][6]